# James Adams Stallworth
James Adams Stallworth (* 7. April 1822 in Evergreen, Conecuh County, Alabama; † 31. August 1861 nahe Evergreen, Conecuh County, Alabama) war ein US-amerikanischer Rechtsanwalt und Politiker (Demokratische Partei).

## Werdegang
James Adams Stallworth besuchte Old Field Piney Woods Schools. Dann ging er landwirtschaftlichen Tätigkeiten nach. Er studierte Jura, bekam 1848 seine Zulassung als Anwalt und fing dann in Evergreen an zu praktizieren. Stallworth verfolgte ebenfalls eine politische Laufbahn. Er war zwischen 1845 und 1848 Mitglied im Repräsentantenhaus von Alabama. Dann war er in den Jahren 1850 und 1855 als Solicitor am 2. Gerichtsbezirk von Alabama tätig. Stallworth kandidierte 1854 erfolglos für den 34. US-Kongress. Er wurde in den 35. US-Kongress gewählt und in den nachfolgenden 36. US-Kongress wiedergewählt. Stallworth war im US-Repräsentantenhaus vom 4. März 1857 bis zu seinem Rücktritt am 21. Januar 1861 tätig. Er starb im gleichen Jahr und wurde auf dem Evergreen Cemetery beigesetzt.